# It's Murder !

It's Murder ! est un court métrage américain réalisé par Sam Raimi en 1977.

## Synopsis
L'oncle est victime d'un meurtre.
La famille fait donc appel à un détective privé dans le but de trouver le coupable.
Commence alors une folle enquête et surtout, qui empochera l'héritage laissé par cet oncle ?

## Commentaires
It's Murder ! est le premier court-métrage de Sam Raimi qui y tient un rôle.

## Fiche technique
- Réalisation : Sam Raimi
- Production : Sam Raimi, Scott Spiegel
- Pays d'origine : États-Unis
- Durée : 1 h environ
- Genre : Comédie policière

## Distribution
- Sam Raimi : Vieil homme en fauteuil roulant
- Bruce Campbell : Officier à vélo
- Scott Spiegel : Détective privé
- John Cameron
- Timothy Patrick Quill